# 하림 (가수)
하림(본명: 최현우, 1976년 4월 5일~)은 대한민국의 음악가이다.

## 주요 이력
전라남도 해남 출신의 직업군인이었던 아버지(훗날 예비역 대한민국 공군 중령 전역)와 광주 출신의 어머니 사이에서 출생하였으며 그의 출생지는 전라남도 광주이고 지난날 한때 전라남도 해남에서 잠시 유아기를 보낸 적이 있으며 이후 공군 예하 직업군인이었던 아버지의 부임지를 따라가면서 대구와 서울에서 학창 시절을 보낸 경험이 있다. 그 후 1996년 1월, 언더그라운드 라이브 클럽에서 팝 록 음악 가수로 첫 데뷔를 한 그는 이후 같은 해에 'VEN(벤)'이라는 3인조 남성 그룹의 일원으로서 음악 활동을 시작했고 그룹이 해체된후 군입대와 함께 활동을 잠시 접다가 1999년부터 여러 음악가들의 앨범에 객원 보컬 및 코러스, 악기 세션으로  참여하였으며 이후 2001년 12월 1집 앨범 《다중인격자》로 정식 데뷔를 하게 되었다. 음악 활동을 하던중 경희대학교를 중퇴하였으며, 현재는 동덕여자대학교와 상명대학교 대학원 등에서 강사를 맡고 있으며 한국예술원에서 겸임교수로 재직중이다. 2010년에 문화 기획사인 아뜰리에오를 세우고 도하프로젝트, 시크릿액션, 기타포아프리카, 국경없는 음악회 같은 사회공헌 프로그램을 진행하고 있다. 그 밖에 집시의테이블, 해지는 아프리카, 아프리카 오버랜드, 블루카멜앙상블 등 각종 장르 융합형 공연을 제작, 연출하였다.

## 음악 활동

### 발표 음반

#### 정규 앨범
- 1996년 VEN(벤) 1집 《ONE》

1. 그대 입술의 향기처럼 (Guitar Version)
2. 밤과 함께
3. 서로 다른 시간
4. 언제나 내곁에
5. 아니야
6. 내게 다가와
7. 슬퍼하지마
8. 웃는거야
9. 그대 입술의 향기처럼 (Piano Version)

- 1997년 VEN(벤) 2집 《NEW BORN》

1. 77 Page
2. 키보다 큰 사랑
3. 잃어버린 나
4. 그대 입술의 향기처럼
5. 너를 사랑해
6. 돌아와 다시
7. 슬퍼하지마
8. 서로 다른 시간
9. All you want to do

위의 두 앨범은 하림이 1998년에 군입대 하기 전에 발표한 앨범으로서 당시에는 3인조 팝그룹 보컬리스트로 활동한 앨범이다. 대표적인 곡으로서는 `그대 입술의 향기처럼`, `키보다 큰 사랑`, `77PAGE` 등이 있다.
- 2001년 1집 《다중인격자》

1. 열한시간 삼십분의 깊은 잠
2. 출국 (出國)
3. Sorry...Sorry
4. 첫 경험
5. Oh! She's My Friend
6. 밤으로
7. 난치병
8. Dying Man
9. 너를 비워
10. Break Down
11. You Are My Sunshine
12. 고해성사

- 2004년 2집 《Whistle in a maze》

1. 여기보다 어딘가에
2. 초콜릿 이야기
3. 지난봄 어느날
4. 그런 너, 그런 나
5. 멀미
6. 이방인
7. 라푼젤
8. 무언가
9. 어느 저녁 바에서
10. 우리 다시 만나는 날에
11. 위로
12. 사랑이 다른 사랑으로 잊혀지네
13. 아일랜드에서

#### 디지털 싱글
- 2016: LISTEN 001 Rainbow Bird

#### 참여 앨범
- 토이 4집 A NIGHT IN SEOUL

11. Please
- B1A4 2집 Who Am I

3. 사랑 그땐 (하모니카 피쳐링)
- 정은지 1집 Dream

1. 하늘바라기 (하모니카 피쳐링)
- 정은지 2집 공간

1. 너란 봄 (하모니카 피쳐링)

## 참고
- 하림 네이트 인물

## 방송

### 라디오
- 조정치,하림의 2시(2013년)
- 일요음악여행, 세계음악 하림입니다(2016년)

### TV
- 《무한도전》 304회 ~ 306회, 316회, 317회 (2012년, 2013년)
- 《다큐공감》 149회 : 네팔 대지진 1년 삶의 경계에 서다 (2016년) - 내레이션
- 《김제동의 톡투유 - 걱정 말아요! 그대》 (2017년)
- 《박진영의 파티피플》 8회
- 《비긴어게인2》 (2018년)
- 《비긴어게인3》 (2019년)
- 《비긴어게인 코리아》 (2020년)
- 《다큐 인사이트 - 전태일 서거 50주기 특집 너는 나다》 (2020년) - 출연, 내레이션

## 수상 목록
- 2024년 써클차트 뮤직 어워즈 올해의 연주자상